# Nuu-chah-nulth
Els Nuu-chah-nulth o nootka són una tribu índia que parlen llengües wakash, però que s'anomena a si mateixa aht "bo". Es divideixen en dos grups, la confederació de tribus del Nord: els Nitinat (dividits en les tribus toquaht, ucluelet, hesquiaht, ahousat i tia-o-qui-aht), Clayaquot, Kyuquot i Mooachath, i els makah, makaw o mikaw.

## Localització
Vivien entre el cap Cook i Saint Simon Point, a l'illa de Vancouver (Colúmbia Britànica), i el cap Flattery (Washington). Actualment es divideixen en dos grups:
- Nitinat, a l'illa de Vancouver.
- Makah, al cap Flattery, a la Reserva Makah de Washington.

## Demografia
James Cook en va calcular el 1780 uns 8.000 individus, però baixaren a 2.600 el 1910, i augmentarien altre cop a 3.500 al Canadà i 500 a Washington el 1970 (453 el 1960). Segons Asher, el 1980 hi havia 3.500 nitinat (dels quals només 500 parlaven la llengua) i 600 makah (dels quals només 200 parlaven la llengua). Tanmateix, el 1990 n'hi havia 6.000 a Colúmbia Britànica i 1.200 a Washington.
Segons el cens canadenc del 2000, a Colúmbia britànica eren agrupats en el Nuu-chah-nulth Tribal Council, que aplega les reserves d'Ahousaht (1.737 h), Tla-o-qui-aht (849 h), Ehattesaht (282 h), Hesquiaht (648 h), Ka:'yu:'k't'h'/Che:k:tles7et'h' (477 h), Mowachaht (519 h), Nitinaht (663 h), Nuchatlaht (146 h), Ohiaht (575 h), Opetchesaht (890 h), Pacheenaht (257 h) Toquaht (111 h), Port Renfrew (257 h), Seshaht (694 h), Uchucklesaht (173 h) i Ucluelet (604 h). En total, 8.882 individus.
Segons el cens dels EUA del 2000, n'hi havia 2.005 makah purs, 58 barrejats amb altres tribus, 413 barrejats amb altres races i 12 barrejats amb altres races i altres tribus. En total, 2.488 individus. Segons dades de la BIA, a la reserva Makah de Washington hi havia 1.753 habitants (2.126 en el rol tribal).

## Bandes Nuu-chah-nulth
Les principals bandes Nuu-chah-nulth actuals són:
1. Ahousaht First Nation: sorgida de la unió el 1951 de les Ahousaht i Kelsemeht;
2. Ditidaht;
3. Ehattesaht First Nation;
4. Hesquiaht First Nation;
5. Kyuguot;
6. Mowachaht/Muchalaht First Nations: conegudes com la Banda Nootka;
7. Nuchatlaht First Nation;
8. Huu-ay-aht: (o també Ohiaht);
9. Opetchesaht;
10. Pacheedaht First Nation;
11. Tla-o-qui-aht First Nations: també Clayoquot;
12. Toquaht First Nation;
13. Tseshaht First Nation;
14. Uchucklesaht First Nation;
15. Ucluelet First Nation.

## Costums
Hi havia 23 tribus que ocupaven del cap Cook fins a Pt St John. Vivien en cases rectangulars de posts de cedre, comunals i guarnides per pals totèmics. Llur cultura és semblant i relacionada a la dels kwakiutl i tlingit, i es dividien en grups socials independents que es reunien en viles d'hivern. Aquestes viles més tard es confederaven i a l'estiu anaven a la costa a pescar i a caçar. També atacaven les tribus veïnes per a aconseguir botí i fer tràfic d'esclaus.
Caçaven balenes amb un bot llarg de fusta tallada i amb arpons de línies llargues i flotadors de pell de foca. L'arponer tenia un major rang i el càrrec esdevenia alhora un ritu i un heretatge. També es vestien amb barrets de forma cònica i mantes de pell molt ricament guarnides. Vivien orientats al mar, però també aplegaven baies i arrels del bosc, i comerciaven.

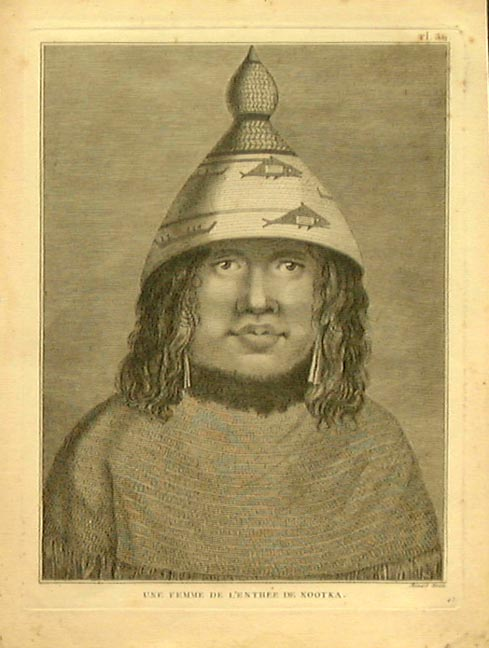
Dona nuu-cha-nulth amb barret (1785)

Llurs rituals religiosos, per relació cultural, recordaven als dels inuits i aleut. Celebraven el Ritual de la Balena i la Dansa dels Xamans, reencarnació del segrest de llur antecessor mitjançant dons sobrenaturals. Duien petxines penjades als nassos foradats, i també celebraven el Tamanwa, drames religiosos amb llegendes mitològiques, i els potlacht (del nootka patshatl, "donar"), cerimònia de danses i festes amb repartiment de presents de manera exagerada.
D'altres cerimònies eren la Klookwana (nootka) o Klookwalli (makah), en la qual els llops s'enduien els iniciats i els altres participaven en les danses per a fer-los tornar.